# Breguet-Gletscher
Der Breguet-Gletscher ist ein Gletscher an der Danco-Küste des Grahamlands auf der Antarktischen Halbinsel. Er fließt in die Cierva Cove, die er südlich des Gregory-Gletschers erreicht.
Das UK Antarctic Place-Names Committee benannte ihn 1960 nach den französischen Flugzeugkonstrukteuren Louis Charles Breguet (1880–1955) und dessen Bruder Jacques (1881–1939), denen am 29. Oktober 1907 der erste Vertikalflug mit einem hubschrauberähnlichen Fluggerät gelang.